# 威爾羅德消聲手槍
威爾羅德消聲手槍是一款在第二次世界大战期間由休·里夫斯少校在相互勤務調查局（Inter-Services Research Bureau；現在的第九局）所設計、伯明翰輕兵器有限公司以及其他未提名的生產商所生產的栓動彈匣供彈式微声手枪。 總部設於韋林花園市附近的第九局對該槍所給予的一個不同尋常的名字「威爾羅德」（Welrod），這命名源於“韋林花園市”（Welwyn Garden City，由第九局所設計的隱秘設備所使用的前綴）的“Wel”和用於掩蓋它的使用方式的“rod”所組成。發射9×19毫米「帕拉貝倫」和.32 ACP（7.65×17毫米白朗寧短彈）口徑手枪子彈。
設計上是由非正規軍和抵抗运动所使用的威爾羅德是一款非常安靜的槍械；在發射時，槍聲的音量僅為73分貝，響亮程度與當今10米以外的汽車一樣。該槍大約生產了2,800把，加上二戰以後的數字在內更是多達14,000把。

## 研發歷史
「威爾羅德」這個名字來源於韋林花園市第九局，其設計的所有秘密設備的命名都以Wel開頭，例如威爾摩托車（Welbike）、威爾曼潛艇（Welman）。在第二次世界大戰結束時製作的文件確實了在第九局的合適之人所作的發明得到了適當的記錄。該文件顯示，威爾羅德的發明者是休·里夫斯少校。他還負責其他重要的設計，包括類似於威爾羅德的袖槍，雖然只能單發而且隱藏在袖子當中。
威爾羅德主要裝備英國特別行动执行处，但也被美國战略情报局和抵抗勢力所使用。
威爾羅德是一款“經過淨化”（Sanitized）武器，意味著它並無標記表明其製造商或是原產國；它只標有序列號和一些不可思議的符號和字母。伯明翰輕兵器有限公司證實他們曾經生產過一部份威爾羅德手槍，但他們根本沒有刻上任何的標記，因此可能是在交付給英國軍隊以後由後者加上任何標記。
最初的型號是威爾羅德Mk II，口徑為.32 ACP。而這亦是主要型號。由於現場的實際效果不佳，隨後的威爾羅德Mk I使用9×19毫米「帕拉貝倫」手枪子彈進行研發。

## 設計細節

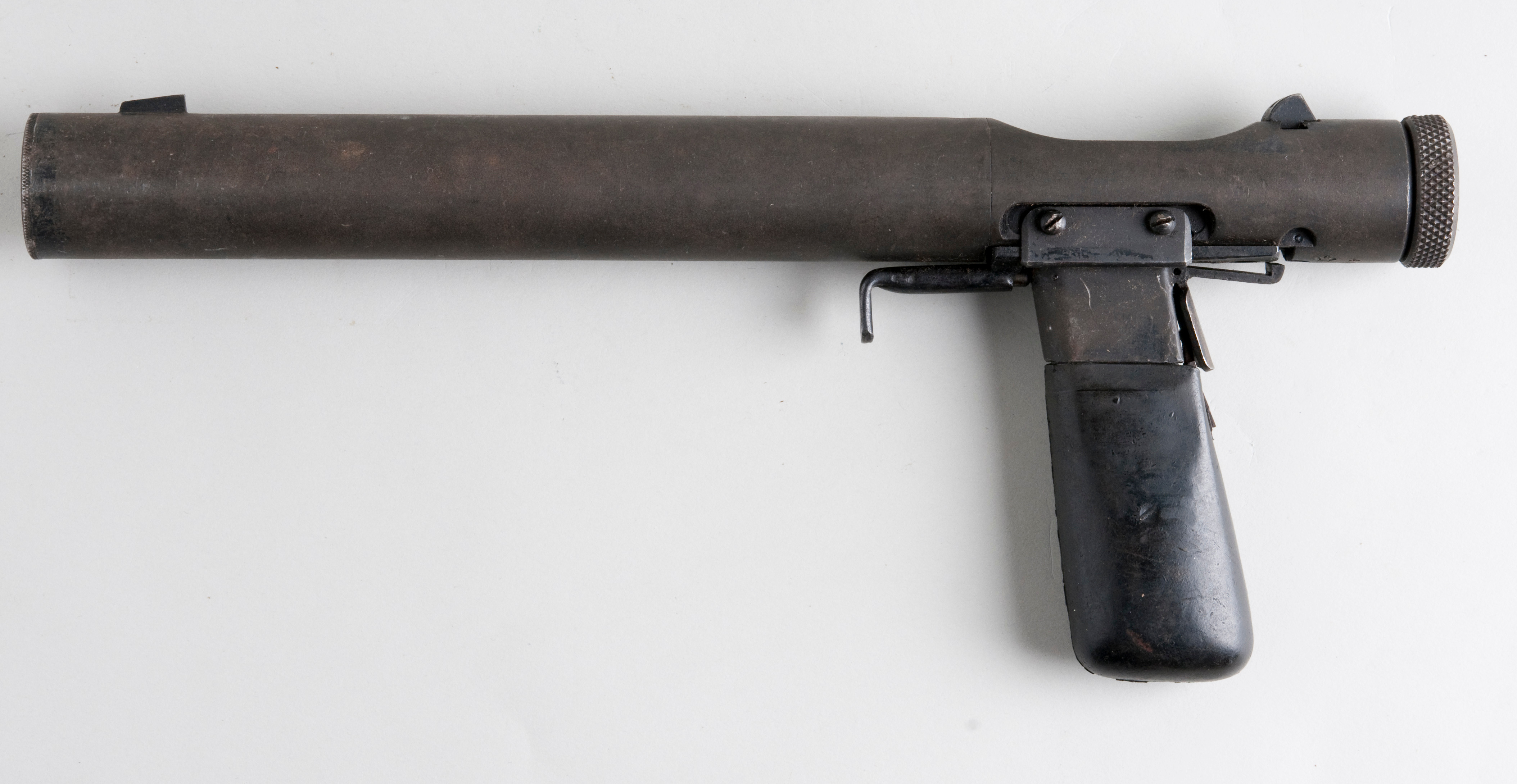
威爾羅德Mk II

威爾羅德的主體採用直徑為1.25英寸（32毫米）、長約12英寸（300毫米）的圓柱體製成。圓體的尾部收納了槍栓，中間部分為通風（16—20個端口）式槍管和槍管所用的氣體膨脹倉，而前部則是抑制器的橡膠製阻體與擦片。尾部裝有輥紋式旋鈕，用作槍栓的手柄，旋轉90度以後會解鎖。彈匣兼作該槍的握把，可以拆卸，以便更容易地隱藏。可拆除的手槍握把顯然是為了協助隱瞞武器的目的；而且由於拆卸了其彈匣／握把以後顯得無害的外觀，使得在某些群組當中，它又被稱為“自行車泵”。
威爾羅德配有標有熒光塗料的瞄準具，適用於光照程度較低的條件。雖然它的最大建議射程為25碼（22.86米，75英尺），但它在實際的使用距離卻來得更短—甚至是零距離。該槍的槍口末端被切掉，以便可以直接接觸目標以後射擊。這可進一步降低了聲級並且消除了擊失的可能性。
威爾羅德的穿孔槍管有著兩個用途：它將火藥燃氣逐漸釋放到消聲器的後部，減少槍擊噪音，並且將彈丸的速度降低至亞音速的程度（由於標準的9毫米彈丸為超音速彈丸，這對於9毫米口徑版本而言更是特別重要）。沿著槍管的金屬製阻體和橡膠製擦片用於進一步減緩擊發時的燃氣，延長釋放它倆的時間，以及避免由於高壓火藥燃氣突然釋放到大氣中時所引發的劇烈爆炸。
威爾羅德採用了栓式槍機設計，因為它簡單、可靠，而且安靜。栓式槍機只有撞針撞擊底火的噪音，而且槍栓可以安靜地進行其射擊循環。
威爾羅德可說是非常安靜的槍械，在發射時所產生的聲音大約是73分貝。
配用的彈匣容量分別是6發和8發。

## 操作
該手槍採用旋轉式槍機作手動操作，並且以兩個鎖耳用作閉鎖。該武器利用裝設在後部的輥紋式圓形旋鈕，通過拉／推動作進行裝填。扳機為一道火式，在彈匣插槽外殼的後部裝有簡單的保險。可拆卸的單排式彈匣可裝填6發或8發子彈（取決於口徑）並可用作該手槍的握把，而底部部分已封入塑料蓋當中。
輕兵器評論（Small Arms Review）曾測試過.32 ACP口徑的威爾羅德，發現它的槍口噪音比具有相同槍管長度（3.25英寸）、用於對照的瓦爾特PP手槍要降低了34分貝，最終達到122.8分貝值。

## 使用
1943年，曾經有一項計劃是將大量威爾羅德送入被納粹德國佔據的淪陷區，以便獲得它倆的抵抗勢力在一個月內大規模暗杀党卫队和盖世太保的軍官和士兵。這個計劃可能在猿人作戰之後，因捷克抵抗勢力暗殺了萊因哈德·海德里希而被推遲或取消。在他被暗殺後，估計有13,000名平民被逮捕並受到審訊，5,000名平民在納粹德國的報復性殺戮事件當中被屠杀，利迪策及莱扎奇兩村被徹底摧毀。
在第二次世界大战期間，威爾羅德除了在丹麥使用，亦被空投至其他多個國家。據報導在北爱尔兰问题、1982年1982年福克蘭群島戰爭期間，以及沙漠風暴行動期間被英國特種部隊使用過。在格拉迪奧行動的武器藏匿處當中也發現了威爾羅德手槍。

## 使用國
- 加拿大
- 英国
  - 特别行动执行处
  - 英國特種部隊（如特种空勤团）
- 美国
  - 战略情报局
  - 美軍援越司令部研究及觀察團
- 多個被納粹德國佔據區的抵抗勢力。

## 流行文化

### 电子游戏
- 2003年—：型號為Mk II，在新加坡吊索任務中出現，奇怪地被描述為單發武器。
- 2011年—《敵軍前線》：型號為Mk I，卻命名為「威爾羅德Mk II」，以及以6發彈匣供彈，
- 2012年—《2》：型號為Mk I，玩家手中的第一把手槍，奇怪地準星置於槍口。
- 2014年—《III》：型號為Mk I，玩家手中的第一把手槍，奇怪地準星置於槍口。
- 2017年—《4》：型號為Mk I，玩家手中的第一把手槍，奇怪地準星置於槍口。
- 2017年—《少女前线》：型號為Mk II的萌擬人化手槍戰術人形。
- 2017年—《恥辱之日（英语：Day of Infamy (video game)）》
- 2018年—：型號為Mk II，在夏季更新中新增，提供給全兵種使用。
- 2018年—《叛亂：沙漠風暴》：型號為Mk II，為叛軍專屬武器，奇怪地發射9×19公釐帕拉貝倫彈。
- 2021年—《蔚藍檔案》：室笠朱音的固有武器「Silent Solution」原型。
- 2021年—《應徵入伍》：金券付費武器。

## 資料來源
1. 1 2 3 4 5 6 7 8 9 10 11 12  McCollum, Ian. . Youtube. Forgotten Weapons. 27 December 2016  [12 December 2018]. （原始内容存档于2020-12-05）.
2. ↑  Clandestine Operations: The Arms and Techniques of the Resistance, 1941-1944, Pierre Lorain (1983) ISBN-100025752006
3. ↑  Fredric Boyce and Douglas Everett. SOE The Scientific Secrets.
4. 1 2  McCollum, Ian. . Youtube. Forgotten Weapons.   [15 December 2018]. （原始内容存档于2019-09-19）.
5. 1 2  . Timelapse.Dk. 1955-10-25  [2012-08-24]. （原始内容存档于2012-07-17）.
6. 1 2  . Timelapse.Dk. 1945-02-12  [2012-08-24]. （原始内容存档于2012-07-17）.
7. ↑  Wolfgang Michel: Britische Schalldämpferwaffen 1939–1945: Entwicklung, Technik, Wirkung. ISBN 978-3-8370-2149-3.
8. ↑  . World.guns.ru.   [2012-08-24]. （原始内容存档于2010-09-14）.
9. ↑  . www.smallarmsreview.com.   [2019-04-18]. （原始内容存档于2019-07-30）.
10. ↑  Die Schattenkrieger der NATO （页面存档备份，存于）. Documentary by Ulrich Stoll, ZDF Info, 25 March 2014

## 外部連結
- （英文）—Welrod Silenced Gun
- （英文）—A Danish site with research into the production and use of the Welrod
- （英文）—Modern Firearms—Welrod silenced pistol （页面存档备份，存于）